# Spurius Tadius
 (novembre 2020).
Spurius Tadius, aussi connu sous le nom de Ludius, est un peintre romain, contemporain d’Auguste. Ses dates de naissance et de mort sont inconnues. Il est cité par Pline l'Ancien dans l’Histoire naturelle (livre XXXV, XXXVII, 5) :
« eaque sunt scripta antiquis litteris Latinis, non fraudanda et Ludio divi Augusti aetate, qui primus instituit amoenissimam parietum picturam, villas et porticus ac topiaria opera, lucos, nemora, colles, piscinas, euripos, amnes, litora, qualia quis optaret, varias ibi obambulantium species aut navigantium terraque villas adeuntium asellis aut vehiculis, iam piscantes, aucupantes aut venantes aut etiam vindemiantes. sunt in eius exemplaribus nobiles palustri accessu villae, succollatis sponsione mulieribus labantes, trepidis quae feruntur, plurimae praeterea tales argutiae facetissimi salis. idem subdialibus maritimas urbes ingere instituit, blandissimo aspectu minimoque inpendio. »
Il s’est rendu célèbre par ses peintures murales, pour l’exécution desquelles il substitua la fresque à l’encaustique, procédé moins coûteux et qui mettait ce système décoratif à la portée d’un plus grand nombre de fortunes. Ludius égayait les murailles intérieures des palais et des temples avec des scènes champêtres, des vues rustiques et des paysages dont les fresques d’Herculanum et de Pompéi peuvent nous donner l’idée. 

## Source
- « Spurius Tadius », dans Pierre Larousse, Grand dictionnaire universel du XIXe siècle, Paris, Administration du grand dictionnaire universel, 15 vol., 1863-1890 [détail des éditions].